# Handley Page Victor

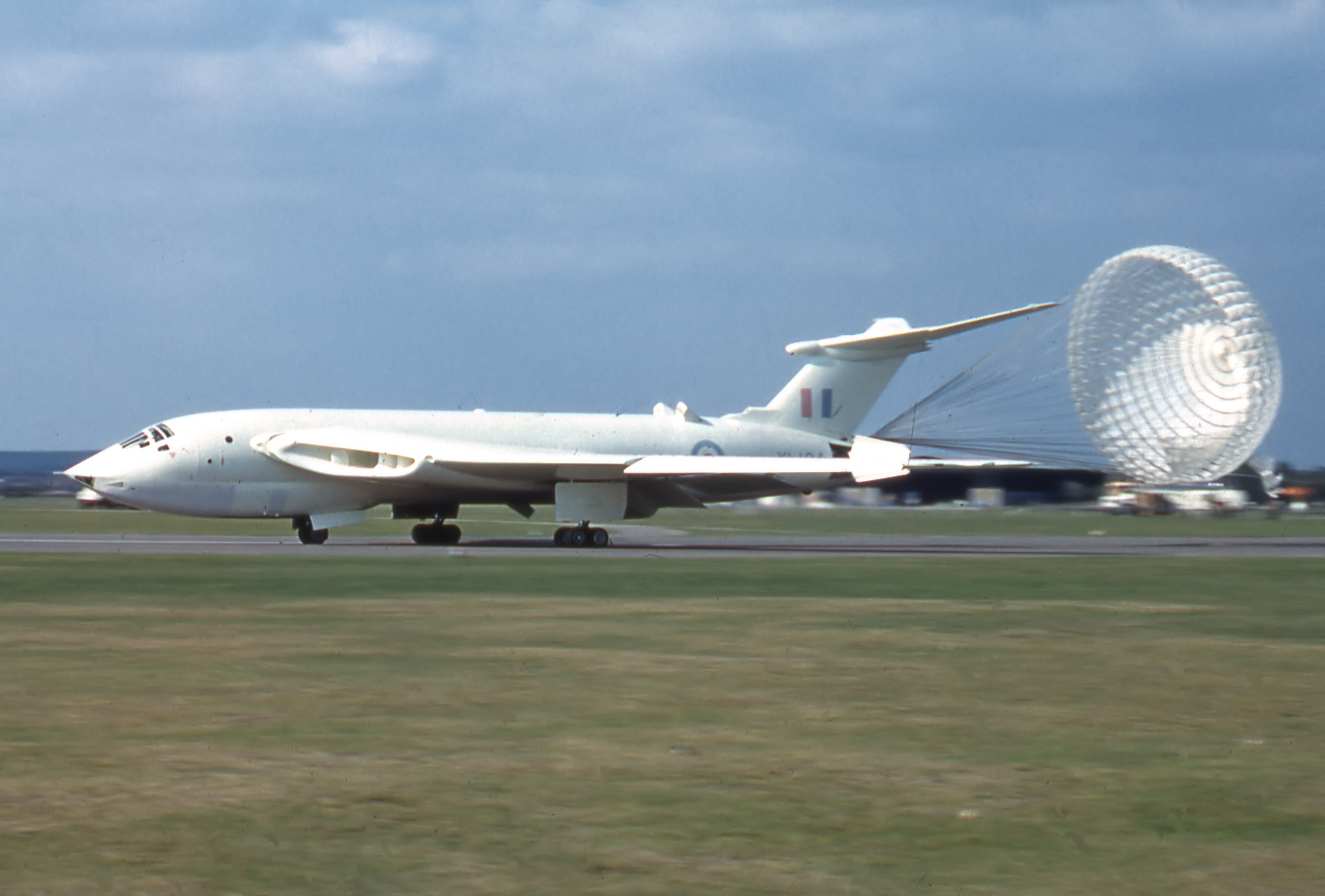
Handley Page Victor

Handley Page Victor a fost un bombardier strategic britanic utilizat de Royal Air Force ca purtător de bombe cu hidrogen.